# Christian Rosenkreuz
Christian Rosenkreuz (1378 (?) - 1484 (?)) é um personagem mítico, tradicionalmente aceito como o fundador do Movimento Rosa-cruz, mas cuja existência divide historiadores, metafísicos e rosacrucianos. Para alguns destes, a figura de Christian Rosenkreuz (ou F.R.C., alusão à Frater Christian Rosenkreuz)  pode ter sido apenas uma lenda, utilizada como metáfora por rosacruzes, como Sir Francis Bacon e Johannes Valentinus Andreae.
Nascido em 1371 na Alemanha, junto ao rio Reno, seus pais teriam sido pessoas ilustres, mas sem grandes posses materiais, que foram mortos em decorrência da perseguição aos cátaros. Aos quatro anos de idade, ficou órfão e foi enviado para um mosteiro, onde ficou por doze anos e aprendeu grego, latim, hebraico e magia.
Em 1393, acompanhado de um monge, visitou a Terra Santa, Damasco, o Egito e Marrocos, onde estudou com sábios turcos, árabes e persas, possivelmente mestres sufis ou zoroastrianos, depois do falecimento de seu mestre, em Chipre.
Em 1407, após seu retorno à Alemanha, teria fundado a "Fraternidade da Rosa Cruz", de acordo com os ensinamentos obtidos pelos seus mestres árabes, que o teriam curado de uma doença, iniciando-o no conhecimento de práticas do ocultismo.
Teria passado, ainda, cinco anos na Espanha, onde três discípulos redigiram os textos iniciadores da sociedade.
Depois, teriam formado a Casa Sancti Spiritus (Casa do Espírito Santo) onde, através da cura de doenças e do amparo daqueles que necessitavam de ajuda, foram desenvolvendo  a fraternidade  que pretendia, no futuro, guiar os monarcas na boa condução dos destinos da humanidade.
Em 1484, morreu, segundo o texto Fama Fraternitatis.
Em 1604, a localização da sua tumba teria sido redescoberta e seu corpo estava em perfeito estado de preservação.